# Renault Taliant
La Renault Taliant è un'autovettura prodotta a partire dal 2021 dalla casa automobilistica francese Renault.

## Descrizione
Sviluppata come erede della Renault Symbol, il nome "Taliant" deriva dalla parola "talento". La vettura rispetto alla sua antenata è 42 mm più lunga, 113 mm più larga e 16 mm più bassa, con un aumento del passo di 14 mm.
La Taliant è stata presentata in Turchia l'11 marzo 2021 ed è stata messa in vendita il 24 maggio 2021. Il veicolo, che condivide alcune componenti meccaniche con la berlina Dacia Sandero di terza generazione, viene costruito sulla piattaforma CMF-B LS, la stessa su cui vengono realizzate le Renault Clio V e Renault Captur II. Da quest'ultime riprende molti elementi esterni, come i fari sia anteriori che posteriori a forma di C e la calandra con il logo Renault di generose dimensioni.
La vettura è stata pensata per essere venduta nei mercati dei paesi emergenti come la Turchia e in America Latina, principalmente Messico e Brasile.

Lo schema meccanico riprende la classica architettura tecnica della casa francese, con motore anteriore/trasversale e trazione anteriore, con sospensioni indipendenti all'avantreno del tipo McPherson e a ruote interconnesse con assale rigido al retrotreno. La trasmissione è affidata ad un manuale a 5 marce per le motorizzazioni meno potenti e da un
6 marce o un CVT a variazioni continua.
A spingere la vettura ci sono motorizzazioni benzina a 3 cilindri tutte dalla cubatura di 1 litro:
- 999 cm³ H4D SCe da 65 CV
- 999 cm³ H4Dt TCe da 90 CV

Benzina/GPL:
- 999 cm³ H4Dt ECO-G da 100 CV